# Netchaiev ha vuelto (novela)
Nechaiev ha vuelto (en francés titulada   Netchaïev est de retour) es una novela del escritor franco- español Jorge Semprún, publicada en 1987 .
Fue adaptada al cine en 1991.

## Presentación

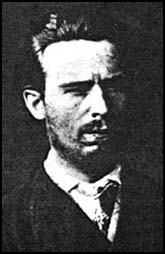
Serge Netchaev

Sergei Gennadievich Nechaev (en ruso : Сергей Геннадиевич Нечаев) es un personaje histórico, nihilista y revolucionario ruso nacido en 1847 y muerto en 1882 en las cárceles zaristas.
Su vida y sus ideas dejaron su huella en la mente de la gente, y el asesinato del estudiante Ivanov, que él organizó, había inspirado en gran medida a Dostoievski en la escritura de Los poseídos. El que nos ocupa aquí es un seudónimo, pero Sonsoles Zapata (un personaje de la novela) conoce bien la realidad, ya que ha trabajado en el movimiento anarquista español. "Luego, con una voz bien afinada y cantada, Sonsoles Zapata recitó uno de los artículos del Catecismo del Revolucionario de Serghei Gennadievich Nechaev".
En su novela, Jorge Semprún retrata a uno de sus personajes, Elie Silberberg, como una persona amargada que no ha experimentado el éxito social de sus compañeros ex-anarquistas. "No lo había buscado, por cierto: nunca le había interesado". Los demás han puesto toda su voluntad, toda su implacabilidad en la búsqueda del éxito, como una vez lo habían puesto en su deseo de destruir esta sociedad. En veinte años, en cierto modo, se han vengado de la odiada sociedad, han hecho dinero y han conquistado el poder.
De los cuatro supervivientes, él es el único en su situación, fuera de sintonía con los demás. Cuatro supervivientes, sí, porque el quinto está muerto. Era él, Daniel Laurençon, apodado Nechaev, quien había sido sacrificado por sus amigos veinte años antes.

## Estructura general

### Epígrafe
A modo de introducción, Jorge Semprún presenta dos citas: - "Eran cinco jóvenes que tenían todas las edades equivocadas, entre veinte y veinticuatro años; El futuro que les esperaba se desdibujaba como un desierto lleno de espejismos, trampas y vastas soledades. Paul Nizan - La conspiración
- «... Empuja a cuatro miembros de tu grupo para matar al quinto con el pretexto de que está soplando, tan pronto como hayan derramado sangre, serán atados... - Dostoievski - Los demonios
Jorge Semprún retoma la primera cita de su novela (página 17 de la versión publicada en Le livre de poche) y escribe: "Daniel Laurençon estaba apoyado en una pared, al sol de esta primera recreación, y leía un libro, indiferente al bullicio que lo rodeaba. Con un latido del corazón, Elijah descifró el título, La Conspiración. [...] Recitó la primera frase de la novela de Nizan. Era uno de sus libros favoritos. »

### Contenido y resumen

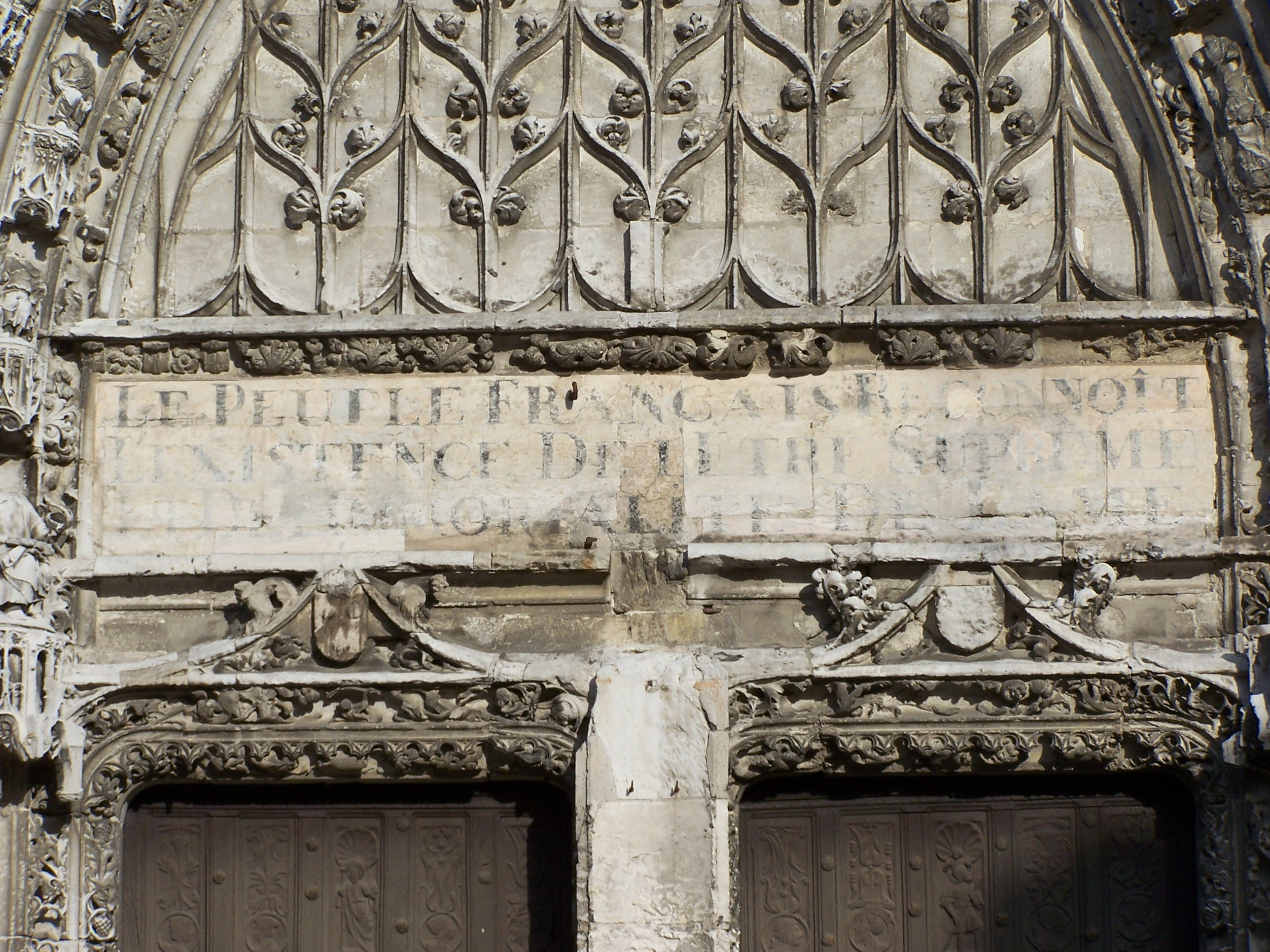
Houdan : frontón de la iglesia

Daniel Laurençon, alias Nechaev, todo el mundo pensaba que estaba muerto, asesinado hace cinco años. Pero ahora Nechaev está de vuelta, vivo y coleando frente al hombre que lo ayudó a desaparecer, decidido a jugar su carta personal y comprar su impunidad.
Todo se complica tras la muerte de su cómplice y la entrada en juego de Pierre Marroux, el director de la DST (Direction de la Surveillance du territoire). Acoge a la joven Sonsoles que está en peligro y le confiesa que Nechaev no es otro que su hijo que, en un momento, se convirtió en terrorista al romper con él y tomar el nombre de su madre, Laurençon, como su nombre.
Sus cuatro antiguos camaradas revolucionarios están en pie de guerra, los que lo han hecho bien desde entonces: Brigitte, la que fue su compañera durante seis años; un abogado de negocios, ex marido de Brigitte; Elie, el escritor, y Philippe, el director del periódico. Daniel Laurençon finalmente supo la verdad: uno de sus amigos había deseado su caída, que estaba organizando un comercio de armas particularmente lucrativo con el gobierno.
A partir de entonces, no hubo escapatoria: Nechaev lo supo y tuvo que desaparecer. Pero no todo es tan sencillo, especialmente para el comisario Marroux, que está atrapado entre su deber y el deseo de ayudar a su hijo.
Poco antes del ajuste final de cuentas, Daniel Laurençon y Marc Liliental se encontraron frente a la iglesia de Houdan y contemplaron "en el arco de su portal gótico", sobre las ventanas, esta inscripción a priori sorprendente en el frontón de esta iglesia: "El pueblo reconoce la existencia del Ser Supremo y la inmortalidad del alma".
—¿No crees que eso es sublime? —dijo Daniel con sorna—. "¡Sublime arrogancia, estupidez, absurdo!", responde Marc.
Marc Liliental, pensativo, reflexionó: "Qué magnífico epitafio para esta historia. Qué manera tan soberbia de recordarnos la insensatez de cualquier intento de ocupar el lugar de Dios, de creerse portador de verdades absolutas, pionero en el camino de la salvación. Permanezcamos en nuestro lugar, pensó, y Dios en el suyo. »